# Michel Kerguélen
Pour les articles homonymes, voir Kerguelen.
Michel Francois-Jacques Kerguélen est un botaniste français (1928-1999), créateur de l'index synonymique de la flore de France.

## Biographie
Breton d'origine, sa famille est originaire de Brasparts dans le Finistère, il se passionne dès l'enfance pour la botanique. Ingénieur de l'INA Paris en 1947, licencié en sciences, il entre à l'INRA en 1950 et travaille à Rouen sur les plantes fourragères. En 1969, il devient directeur du service d'identification à la station nationale d'essais des semences de La Minière près de Versailles. Il devient l'un des meilleurs spécialistes des graminées et de systématique botanique.
Il travaille en particulier sur la taxinomie difficile du genre Festuca pour lequel il propose un certain nombre d'espèces nouvelles.
Il publie en 1993 l'Index synonymique de la flore de France qui deviendra accessible sur Internet en 1998. Après son décès en 1999, son actualisation est assurée par Benoît Bock. Plus tard le Muséum national d'histoire naturelle de Paris s'impliquera officiellement en déléguant ce travail à l'association Tela Botanica pour laquelle Benoit Bock continuera d’œuvrer.

## Œuvres
- Les Graminaceae (Poaceae) de la flore française. Essai de mise au point taxonomique et nomenclaturale Lejeunia nouvelle série, t 75, 1975, p. 1-343